# Schloss Altdöbern
Schloss Altdöbern ist eine dreiflügelige Schlossanlage in dem brandenburgischen Ort Altdöbern im Landkreis Oberspreewald-Lausitz. Das Schloss entwickelte sich aus einem Gutshaus des 16. Jahrhunderts über ein Jagdschloss bis hin zu seiner heutigen Nutzung als Eventort und Museum. Es ist ein denkmalgeschütztes Gebäude in Altdöbern.

## Geschichte

### 15. bis 19. Jahrhundert

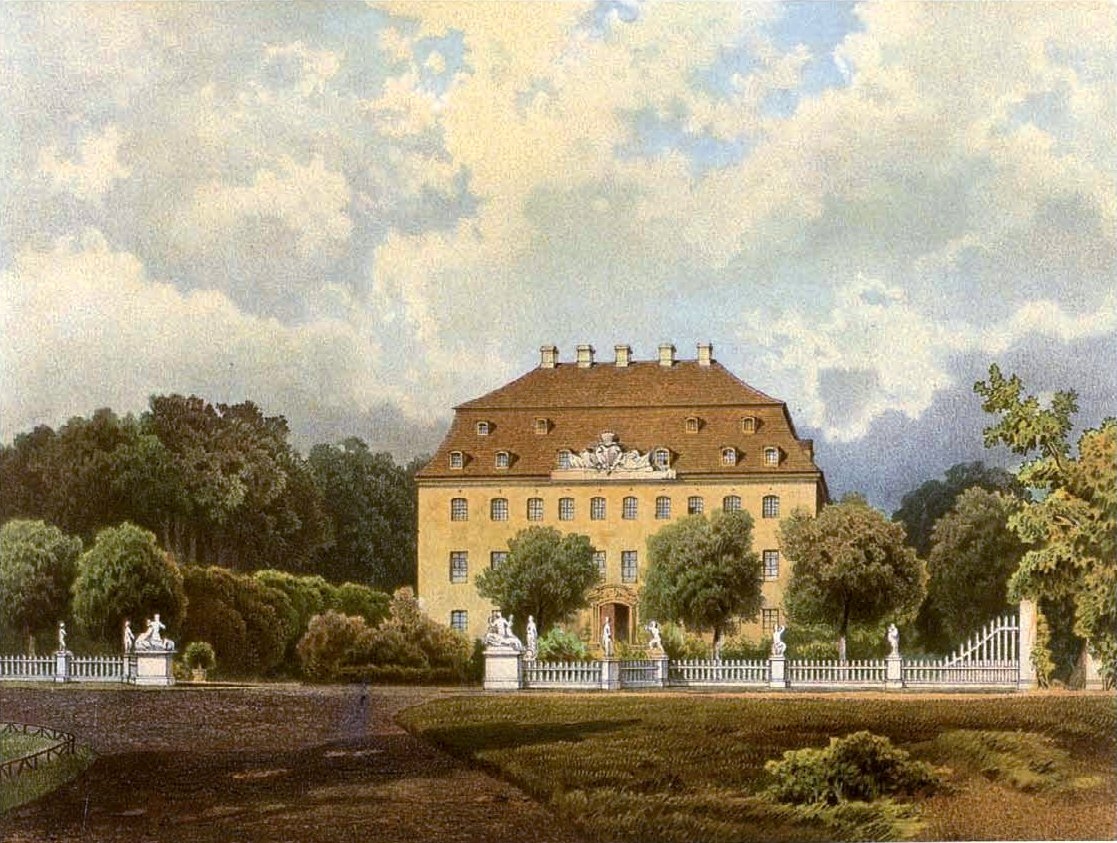
Schloss Altdöbern um 1861/62, Sammlung Alexander Duncker

Das Schloss geht auf eine frühdeutsche Wasserburg zurück. 1441 wurde ein Polenz als Besitzer genannt. Nachdem der kursächsische Beamte Hans von Dieskau das Gut erworben hatte, wurde dieses 1571 bis 1586 durch einen – weiterhin von einem Graben umgebenen – Renaissanceneubau ersetzt. Ab 1671 gehörte das Gut den von Bomsdorff. 1712 erwarb Generalmajor Alexander Dietrich von Eickstedt († 1727) den Besitz. Da ihm das alte Renaissancegebäude zu bescheiden erschien, ließ er den Vorgängerbau niederreißen und ab 1717 das heutige Schloss im barocken Stil errichten. Es hatte standesgemäße Ausmaße mit zwei nach Norden gerichteten Flügeln und einem gepflasterten Ehrenhof und verfügt über reiche Innenraumdekorationen im Stil des Dresdner Barock. Nach barockem Verständnis zeigte sich der Park als streng geometrisches Kunstwerk. Bis 1750 ließ der neue Besitzer, Carl Heinrich von Heineken, die Anlage äußerst prunkvoll ausbauen, den Garten auf fast das Sechsfache vergrößern und mit Kanälen, Wasserbecken, Springbrunnen, Brücken, Pavillons und kostbaren Sandsteinplastiken ausstatten.
Nach weiteren Besitzerwechseln erwarb Heinrich Graf von Witzleben-Alt-Doebern 1880 das Anwesen. Hatte sein Vorgänger noch alle Anstrengungen unternommen, um Schloss und Park in den barocken Zustand unter Heineken zurückzuversetzen, so scheute Witzleben keine Mühen, um das Gegenteil zu erreichen. Von 1880 bis 1905 baute er das Schloss beständig um, mit dem Ziel, es zu einem fürstlichen, dem Stand seiner Frau entsprechenden Sitz zu machen. Es kam zu Um- und Anbauten in einem eigenwilligen Stilgemisch. Darauf sind die beiden Zwiebeltürme an den Seitenflügeln sowie die Sandsteinverblendungen der Fassade zurückzuführen. Auf Skizzen aus der Hand von Witzlebens Gattin Marie, geb. Prinzessin Reuß, geht auch das neoromanische Landhaus zurück, das seit ca. 1888 als ein seltsam wirkender Fremdkörper am barocken Ostflügel klebt. Ebenso wurde der barocke Garten durch den Pückler-Schüler Eduard Petzold in einen 55 ha großen Landschaftspark umgestaltet. Vom Schloss gingen strahlenförmig sieben Sichtachsen aus. Vom barocken Zustand haben sich lediglich die südlich des Schlosses gelegenen Teile – sodann Französischer Garten genannt – und das Heckentheater erhalten, ferner reich ausgestattete Räume im Inneren. Witzleben war ein persönlicher Freund Kaiser Wilhelms I., für den er auf Altdöbern Feste gab, und Vertrauter Kaiser Wilhelms II., der ihn 1886 in den Grafenstand erhob. Finanzkräftig genug, kaufte er weitere Güter hinzu, sodass die Herrschaft der Witzleben in Form eines gebundenen Fideikommiss im größten Umfang über 5420 ha innehatte. Schloss Altdöbern erfuhr zahlreiche Umbauten, bevor es 1917 wieder veräußert wurde. Der Kunsthistoriker Udo von Alvensleben urteilte darüber: „Alt-Döbern, ein großer Besitz, von Graf Witzleben durch berühmt gewordene Extravaganzen zugrunde gewirtschaftet. Er ließ angeblich im Walde ganze Alleen illuminieren. Das Barockschloß wurde von ihm unmöglich umgebaut. Der Park ist schön.“

### 20. Jahrhundert bis 1990
1917 erwarb der jüdische Zigarettenfabrikant Eugen Laib Garbáty die Anlage und zog wegen Umbauplanungen den Berliner Gartenarchitekten Heinrich Wiepking-Jürgensmann hinzu. Auf ihn gehen die zahlreichen Rhododendronpflanzungen zurück. Des Weiteren wurden dringend notwendige Ausholzungsarbeiten vorgenommen.
Aufgrund der nationalsozialistischen Judenverfolgung musste Garbáty Altdöbern im Jahr 1938 verkaufen und emigrierte 1939 mit der gesamten Familie in die USA.
Im Zweiten Weltkrieg, ab November 1943 bis 1945 war das Schloss Altdöbern Ausweichquartier der schwedischen Botschaft, welche aufgrund zunehmender Luftangriffe auf Berlin in die Niederlausitz ausgewichen war. Schloss und Parkgelände galten dementsprechend als exterritoriales Gebiet. Auf das Dach wurde zum Schutz eine schwedische Flagge gemalt, Reste davon waren noch zu DDR-Zeiten erkennbar. Bis heute steht das hölzerne ehemalige Wärterhaus der Botschaft als bewohntes Einfamilienhaus in der Schlossauffahrt.
Nach Plünderungen im Schloss im Jahr 1945 verwilderte der Park. Schloss und Park gingen in die Rechtsträgerschaft der Gemeinde Altdöbern über, die das Schloss 1946 dem Caritas-Verband vermietete. Dieser nutzte es zunächst als Waisenhaus und danach bis 1974 als Kinder- und Altenheim. Aufgrund des prekären Zustandes der Bausubstanz, fehlender staatlicher finanzieller Unterstützung und ungeklärter Eigentumsverhältnisse wurden das Haus aufgegeben und die Mitarbeiter nach Petershagen versetzt. Im Jahr 1976 diente das Schloss als Drehort für den DEFA-Märchenfilm Der Meisterdieb. Mit dem Auszug der Caritas setzte der Verfall der Anlage ein.

### Seit 1990
Nach der Wende kam das Schloss in den Besitz der neu gegründeten Brandenburgische Schlösser GmbH. Diese begann mit einer schrittweisen Wiederherstellung einzelner Bereiche, die bis heute (Jahr 2024) andauern:
- 1991 erfolgte die Wiederherstellung des Wasserbeckens vor dem Schloss,
- 1991–1993 konnte der Neptun-Brunnen restauriert werden,
- 1992/1993 des barocken Bassins im Französischen Garten.
- Im Juli 2012 wurde nach einjähriger Bauzeit die neu errichtete ehemalige Orangerie des Schlossparks eingeweiht und dient nun als Schlosscafé.[5]
- Bis September 2015 erfolgte die Restaurierung der Festsäle aus Rokoko und Gründerzeit durch die Brandenburgische Schlösser GmbH unter Projektleitung der Architektin Jutta Feige.
- Der Turmanbau ist im Jahr 2024 noch eingerüstet.[6]

## Architektur
Es handelt sich um eine Dreiflügelanlage mit U-förmigem Grundriss. Die Hauptfront ist 23 Meter lang, die beiden Flügel sind je rund 27 Meter lang. Beide Nordgiebel der Flügelbauten schließen mit einem Kirchturmähnlichen Rundbau ab. Der ursprüngliche Baustil war barock. Die dreigeschossigen Bauwerke sind mit schiefergedeckten Walmdächern abgeschlossen.
Am nordöstlichen Gebäudeteil befindet sich ein ungefähr 20 Meter langer niedrigerer Anbau mit einem Rundturm (Durchmesser ca. 3,80 m). Der Baustil weicht stark vom Aussehen des übrigen Gebäudes ab.
Im Inneren sind das ursprüngliche Treppenhaus mit Wand- und Deckengemälden aus dem Jahr 1750 erwähnenswert (Künstlerische Ausstattung meist vom Baumeister Krinner entworfen), darüber hinaus der Grüne Saal mit Schnitzereien, Stukkaturen und Wandgemälden, der Teesalon mit einem Wandgemälde von Moreau d. J. sowie der Marmorsaal. Die meisten Räume im Parterre sind mit Halbrundfenstern und farbigen Glaseinsätzen versehen, Parkettfußböden waren üblich und wurden nun neu verlegt sowie farbige Fliesen in den häufig begangenen Räumen.

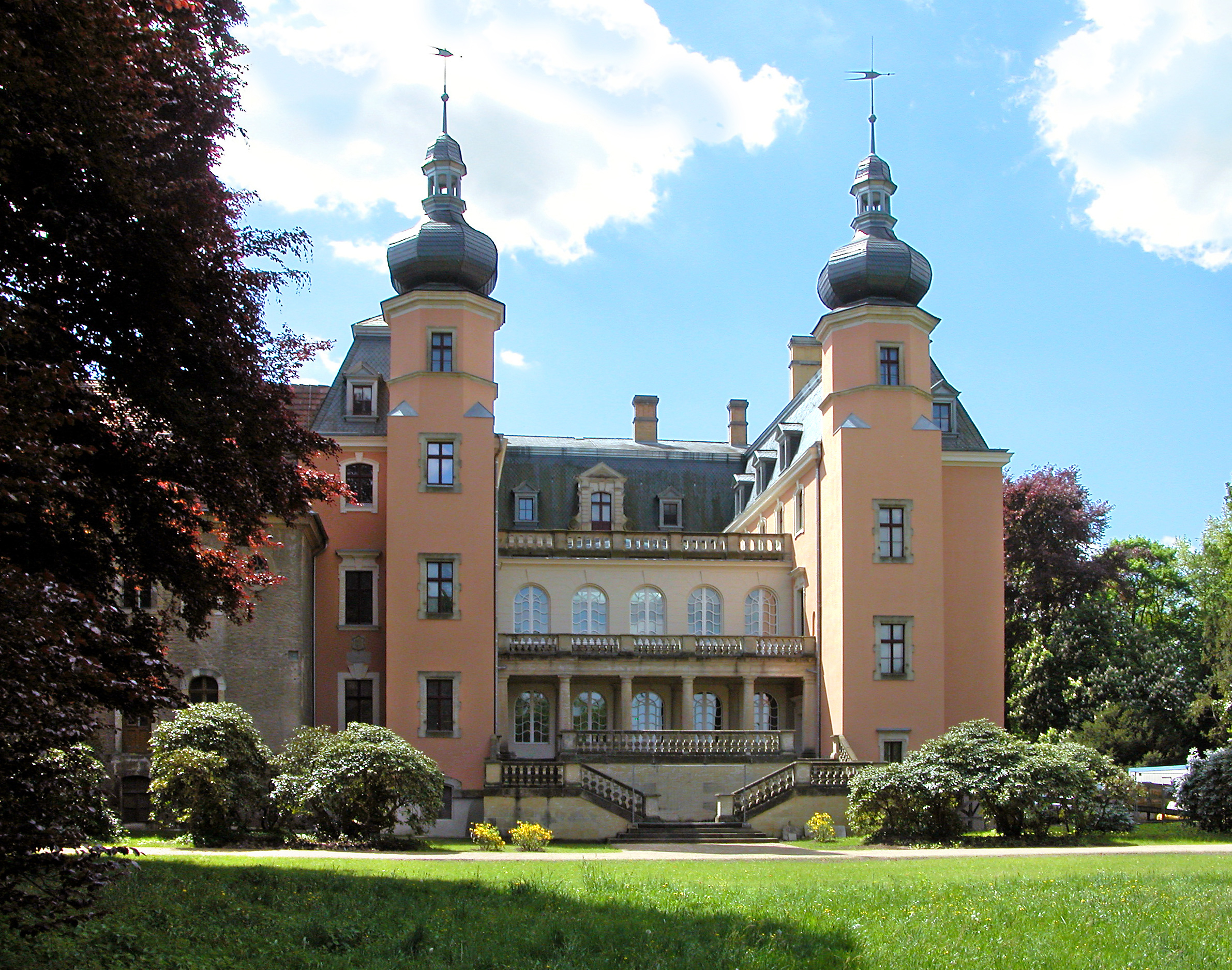
Parkseite

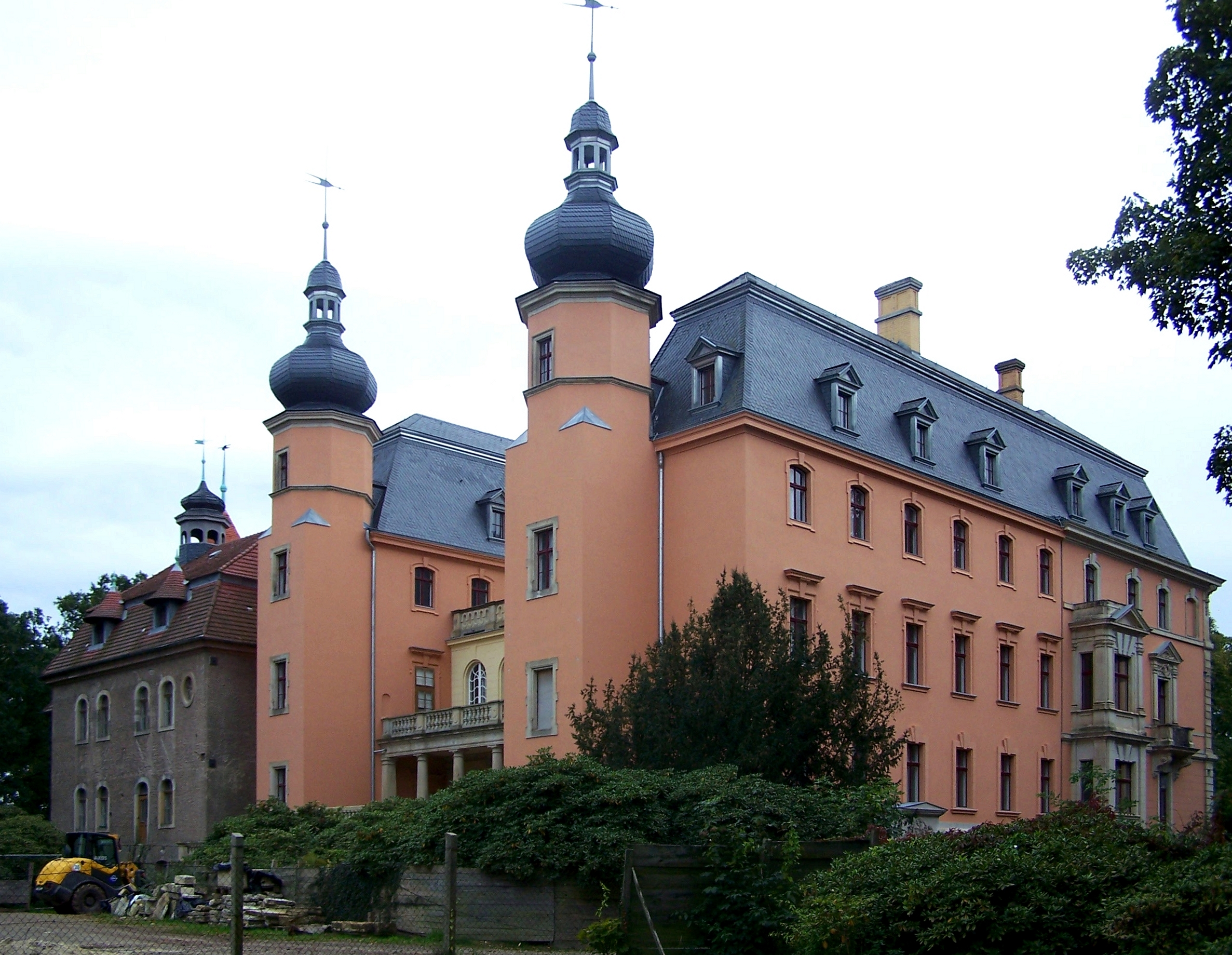
Rückseite des Schlosses

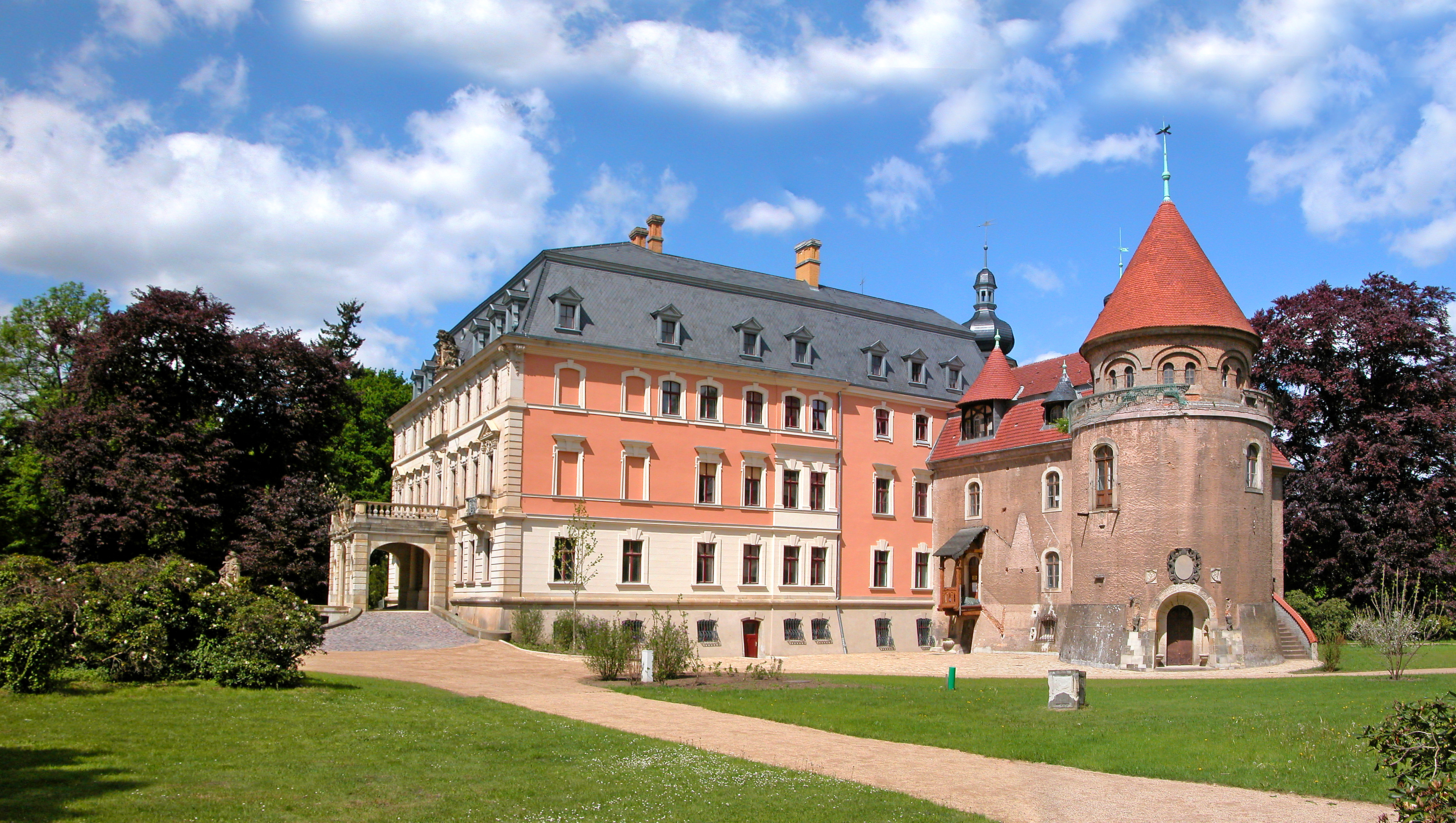
Ostseite des Schlosses, 2015

## Schlosspark

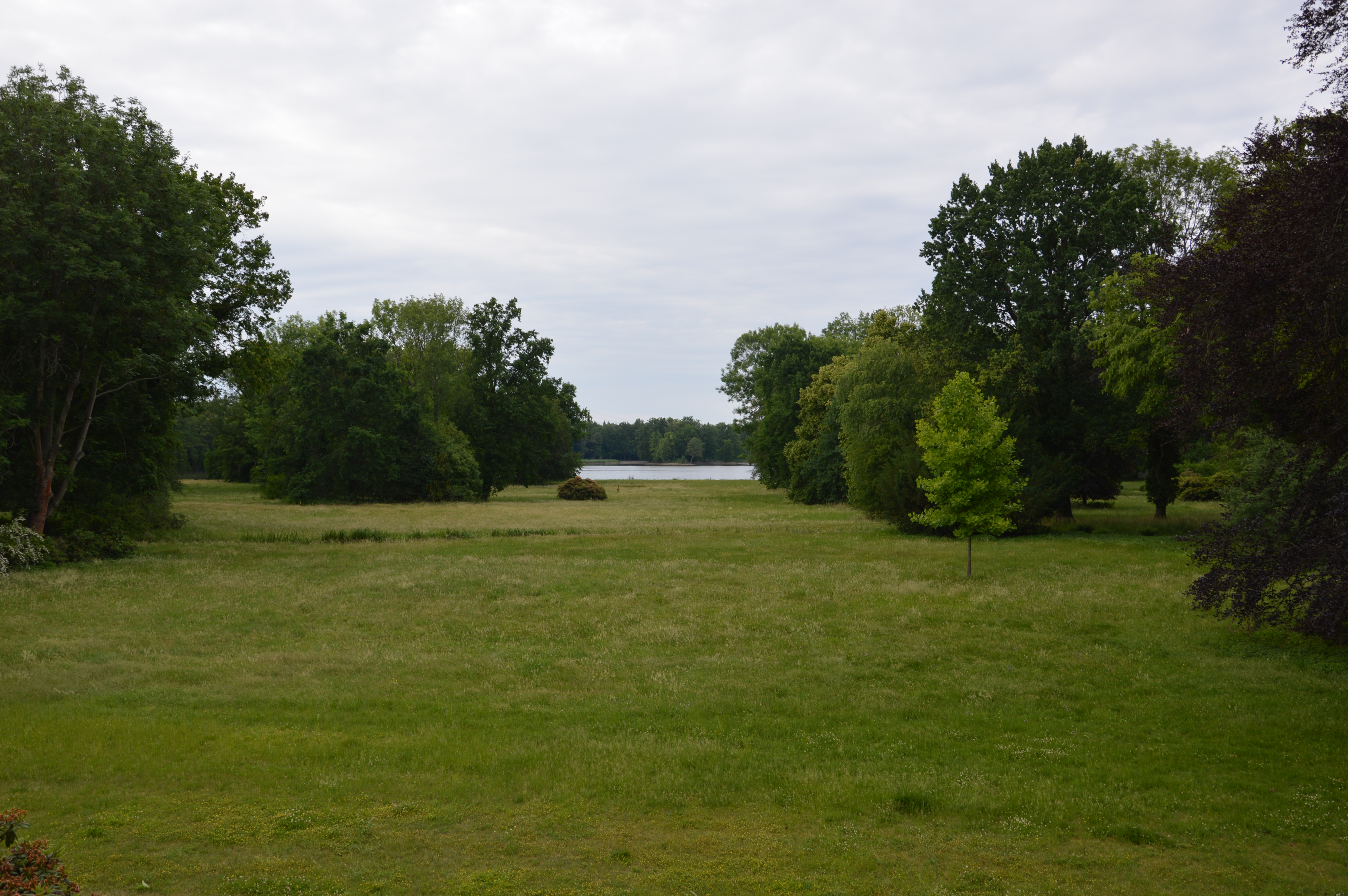
Blick durch den Park zum Salzteich

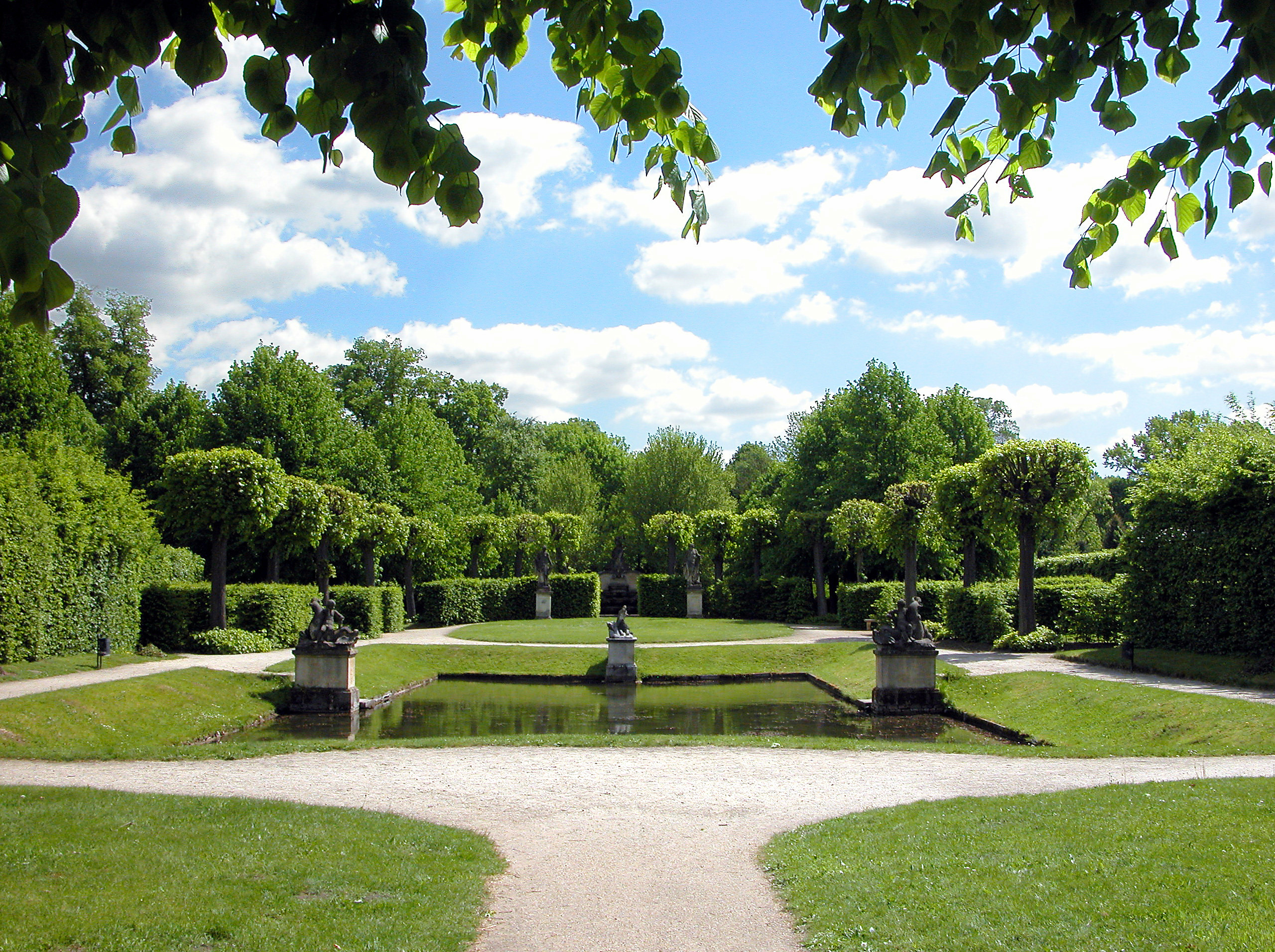
Französischer Garten im Park

Der Schlosspark schließt sich nördlich der Bebauung an und belegt eine Fläche von rund 55 Hektar. Die Grundanlage entstand im Jahr 1755, ist aber nicht mehr erhalten. In den 1880er Jahren erfolgte eine Umgestaltung zum Landschaftspark, in dem die vom Bildhauer G. Knöffler im Jahr 1755 geschaffenen Sandsteinfiguren wieder aufgestellt wurden. Die Parkteile im französischen Stil wurden wiederbelebt.
Seit 2009 ist der Schlosspark dauerhafter Einsatzort der Internationalen Jugendbauhütte Gartendenkmalpflege der Deutschen Stiftung Denkmalschutz, deren Freiwillige den historischen Park unter fachmännischer Anleitung schrittweise restaurieren und pflegen. Er wird wieder ein Flanierort für Besucher.

## Nutzungen
In den ersten Jahrhunderten war die Schlossanlage ein Jagd- und Lustschloss, dann ein Gutshaus, später ein Waisenhaus und Kinderheim. Seit 1990 wird es nach gründlichen und schrittweisen Sanierungen und Modernisierungen der Öffentlichkeit wieder zugängig gemacht.
Im Sommer und Herbst 2022 bildete Schloss Altdöbern den Rahmen für die Ausstellungsreihe Rohkunstbau. Im Jahr 2024 findet in den bereits restaurierten Räumen wieder die Ausstellung Rohkunstbau hier statt. Themenschwerpunkt sind die Baseballschlägerjahre, gezeigt werden Dokumentarfilme, eine Fotoserie von Andreas Herzau mit dem Titel Nazis sowie etliche Exponate aus der Zeit des Gutshauses mit Skulpturen, Porzellan u. a. Auch für 2025 soll die 30. Rohkunstbau wieder auf Schloss Altdöbern stattfinden.